# Carlos Alonso Vargas
Carlos Alonso Vargas Tenorio (Ciudad Juárez, 14 febbraio 1999) è un calciatore messicano, difensore del Cruz Azul.

## Caratteristiche tecniche
È un terzino sinistro.

## Carriera
Cresciuto nel settore giovanile del Club Tijuana, ha debuttato in prima squadra il 22 febbraio 2017 disputando l'incontro di Copa México vinto 1-0 contro il Correcaminos UAT